# Kotolté (Chamula)
Kotolté es una localidad del estado mexicano de Chiapas. Es parte del municipio de Chamula.

## Demografía
| Gráfica de evolución demográfica |
|                                  |

| Censo | Población |
| ----- | --------- |
| 1970  | 269       |
| 1980  | 343       |
| 1990  | 554       |
| 2000  | 728       |
| 2010  | 888       |
| 2020  | 1 225     |